# Disturbios de Milwaukee de 2016
El 13 de agosto de 2016, una serie de protestas y disturbios en el vecindario de Sherman Park en Milwaukee, Wisconsin, provocado por el tiroteo fatal de la policía contra Sylville Smith, de 23 años.  Durante los siguientes tres días estallaron los disturbios, dejando heridas varias personas, agentes de policía, y decenas de manifestantes fueron arrestados. Se estableció un toque de queda nocturno para los jóvenes de la zona.
Smith estaba corriendo a pie y armado con una pistola robada cuando le dispararon. Smith y el oficial que le disparo, Dominiquie Heaggan-Brown, eran ambos afroamericanos. El video de la cámara corporal del oficial mostró que Smith se había girado con el arma en la mano hacía el oficial justo antes de que le disparara.
Heaggan-Borwn fue acusado penalmente por la muerte de Smithy absuelto en el juicio. Este fue el primer cargo de homicidio contra un oficial de policía de Milwaukee en más de una década. Actualmente está pendiente una demanda civil. 

## Trasfondo
En 2014, las protestas comunitarias siguieron al tiroteo fatal de Dontre Hamilton, un hombre negro de Milwaukee. El oficial que disparó y mató a Hamilton fue despedido de la fuerza policial por no seguir el protocolo, pero no fue acusado penalmente. En diciembre de 2014, el Departamento de Justicia de los Estados Unidos anunció que trabajaría con el Departamento de Policía de Milwaukee en reformas.
La policía de Milwaukee generó controversia anteriormente por dos incidentes que involucraron la muerte de sospechosos negros mientras estaban bajo custodia policial, uno en 2010 y el otro en 2011 como un escándalo que involucró registros corporales y de cavidades corporales ilegales de 74 personas negras, por el cual el Consejo Común de Milwaukee aprobó un acuerdo de $5 millones de dólares. Los residentes han criticado los métodos de vigilancia en los barrios predominantemente negros, que según ellos a menudo implican una falta de respeto hacia los sospechosos y uso de la fuerza.
El 29 de junio de 2016, la policía con equipo antidisturbios tuvo que responder a los disturbios en Sherman Park, cerca de la calle 39 y Burleigh, a una cuadra del incidente de agosto. Los alborotadores rompieron ventanas y lanzaron piedras a la policía. Una gasolinera de BP había sido un foco frecuente de disturbios durante junio y julio de 2016, con varios incidentes que tuvieron lugar allí, incluido un asesinato. Más tarde, sería saqueada e incendiada durante el motín del 13 de agosto.
El tiroteo de Sylville Smith ocurrió durante un violento fin de semana en Milwaukee, junto con otros nueve tiroteos, cinco de ellos homicidios, ocurridos en las nueve horas anteriores del 12 al 13 de agosto. Dos de las escenas del crimen se ubicaron a pocas cuadras del lugar del tiroteo policial.

### Influencia de la desigualdad
Varios informes y residentes de la ciudad han relacionado los disturbios con una historia de segregación y discriminación en Milwaukee.
Los residentes negros, que representan alrededor del 40 por ciento de la población de la ciudad, tienen tasas más altas de desempleo, delitos violentos, encarcelamiento, falta de educación e ingresos más bajos que los residentes blancos. La diferencia de pobreza entre los ciudadanos negros y blancos es aproximadamente una vez y media el promedio nacional, y según el Instituto de Política Económica, Milwaukee tiene la tasa de desempleo en afroamericanos más alta del país.
Una residente, Sharlen Moore, dijo:

Es una serie de cosas que han sucedido a lo largo del tiempo. Y ahora mismo, agitas una botella de gaseosa y abres la tapa y explota, y esto es lo que es.

## Tiroteo inicial
El 13 de agosto de 2016, aproximadamente a las 3:30 p. m., dos agentes detuvieron a dos hombres de 23 años por actividad sospechosa mientras conducían por el vecindario. Ambos hombres huyeron a pie. Uno de ellos, que estaba armado con una pistola semiautomática con 23 balas, recibió dos disparos más tarde, en el brazo derecho y el pecho, por parte de uno de los agentes, y murió en el lugar. La pistola del hombre, junto con 500 balas adicionales, habían sido denunciadas como robadas durante un robo en marzo en la cercana Waukesha. El segundo hombre fue detenido más tarde y puesto bajo custodia policial. El hombre fallecido, identificado posteriormente como Sylville Smith, recibió un disparo unos 20 segundos después de que se llevara a cabo la detención de tráfico.

### Personas implicadas

#### Sylville Smith
Sylville K. Smith (11 de abril de 1993-13 de agosto de 2016),tenía dos hermanas y un hijo de dos años. Según su abuelo, Smith tenía problemas cognitivos y de salud mental, por lo que necesitaba tomar clases de educación especial en la escuela primaria y secundaria. También comenzó a llevar un arma consigo después de que le dispararan o le robaran varias veces en incidentes separados.
Según el departamento de policía, Smith tenía un "largo historial de arrestos" que se remontaba al menos a 2011. Había sido arrestado o multado ocho veces por robo, portación de arma oculta, hurto, posesión de heroína otros delitos. El 3 de febrero de 2015, había sido acusado de un delito grave de primer grado por "imprudencia temeraria que pone en peligro la seguridad", en relación con un tiroteo en una fiesta el 24 de agosto de 2014. A este cargo le siguió un delito grave de intimidación de testigos, cuando Smith intentó, a través de su novia, conseguir que la víctima firmara una carta en la que se retractaba de su versión. Ambos cargos fueron desestimados después de que la víctima se retractara voluntariamente de su historia.
La familia de Smith dijo que, en algún momento, había presentado una demanda contra el Departamento de Policía de Milwaukee, pero no se encontró evidencia de dicha demanda, resuelta o pendiente, en un tribunal estatal o federal.

#### Dominique Heaggan-Brown
Dominique Heaggan-Brown (nacido en c. 1992) se unió a la policía en 2010 como asistente y luego se graduó de su academia tres años después. Llevaba una cámara corporal en el momento del tiroteo, al igual que otros dos oficiales en la escena. Heaggan-Brown es afroamericano y los oficiales de policía inicialmente no revelaron su nombre porque "existen preocupaciones por su seguridad".
El 14 de agosto, el jefe de policía de Milwaukee Edward A. Flynn dijo que la "cámara corporal de Heaggan-Brown mostró que Smith se había girado hacia el oficial con una pistola en la mano". Heaggan-Brown fue puesto en servicio administrativo después del tiroteo, como es el protocolo estándar en el departamento de policía de la ciudad. Heaggan-Brown fue puesta en servicio administrativo después del tiroteo, como es el protocolo estándar en el departamento de policía de la ciudad.
Los residentes describieron a Heaggan-Brown como un oficial "agresivo" que no era muy querido en la comunidad. Según una de las hermanas de Smith, Sherelle, Heaggan-Brown conocía a su hermano en la escuela secundaria. Una fuente policial anónima confirmó que ambos hombres habían asistido juntos a la escuela secundaria Casimir Pulaski. Sherelle Smith también dijo que Heaggan-Brown estaba celoso de la popularidad de Smith y que a menudo lo acosaba por eso.
El 31 de octubre, Heaggan-Brown fue despedido de la fuerza después de acusaciones de haber cometido varios delitos de drogadicción y violación. Cuando una víctima de violación fue llevada al hospital por temor a una sobredosis, Heaggan-Brown le envió un mensaje de texto a otro oficial sobre la mejor manera de mantener el incidente en silencio.

## Disturbios

### 13 de agosto
De acuerdo con Tom Barrett, el primer disturbio fue "impulsado" por los mensajes de los manifestantes en las redes sociales que alentaban a congregarse en la zona.
Entre las 8:00 y las 9:00 p. m., horas después del tiroteo, un grupo de alrededor de 100 manifestantes negros se reunió cerca del lugar de los hechos en North Sherman y Auer para realizar una protesta y se enfrentaron a una fila de entre 20 y 30 agentes. Algunos de los manifestantes utilizaron las redes sociales para alentar a otros a participar en la manifestación. En algún momento, la protesta se tornó violenta.
El Partido Comunista Revolucionario confirmó que algunos de sus miembros se encontraban entre los manifestantes y que viajaron a Milwaukee para "apoyar una revolución" pero no tenían la intención de incitar a la violencia.
Varios vehículos, incluidos patrulleros de policía, fueron incendiados y una gasolinera de BP fue saqueada e incendiada también. Cuando llegaron más agentes vestidos con equipo antidisturbios, se oyeron disparos. Los bomberos no pudieron apagar el incendio de la gasolinera debido a los informes de disparos, pero finalmente extinguieron las llamas. El Departamento de Bomberos de Milwaukee informó que arrojaron ladrillos a uno de sus camiones. Un oficial fue tratado en un hospital por las heridas sufridas después de ser golpeado por un ladrillo. Los manifestantes también atacaron a los periodistas y a un fotógrafo que documentaban el incidente. Un reportero fue empujado al suelo y agredido físicamente.

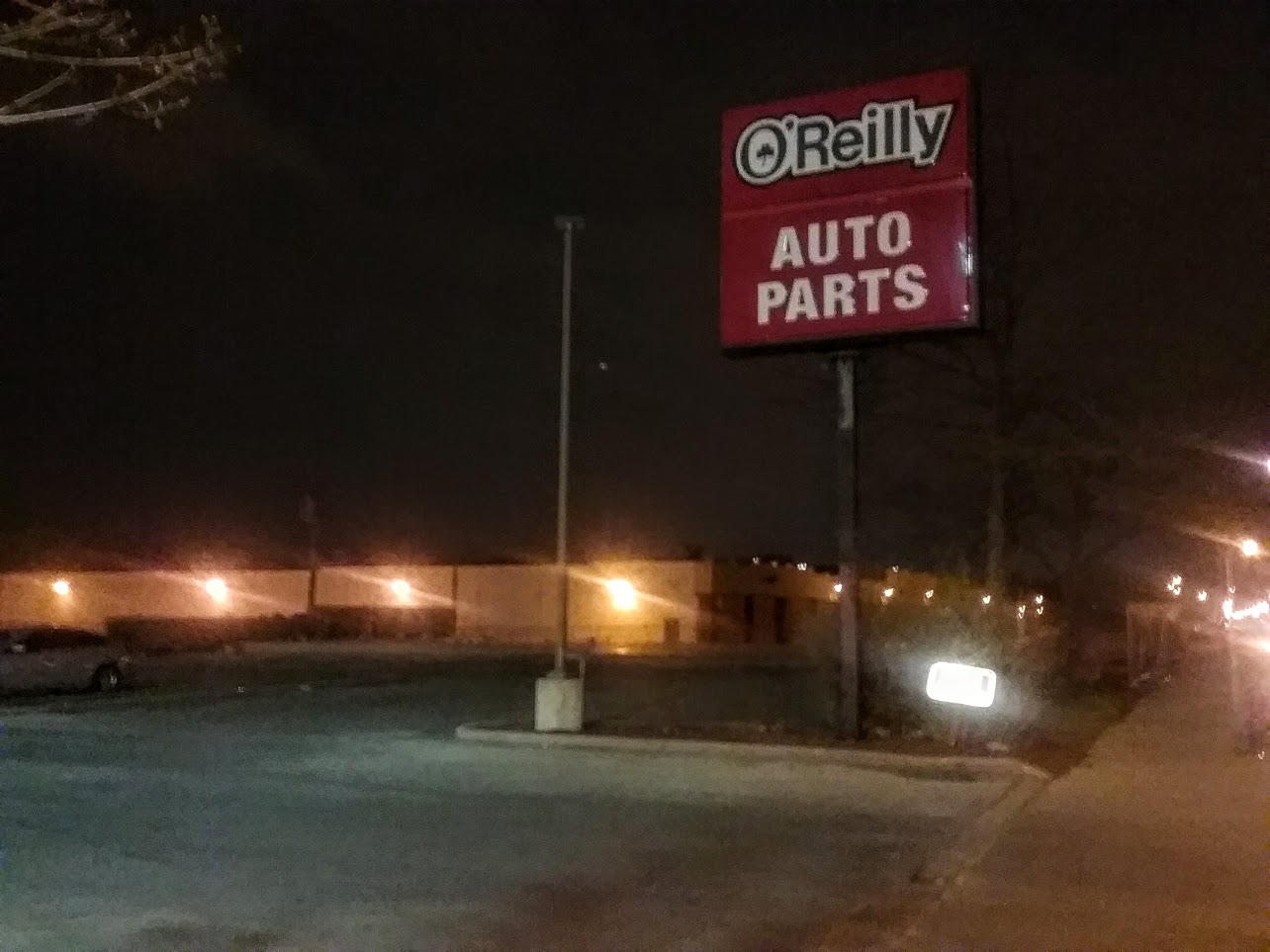
Esta tienda de autopartes O'Reilly fue uno de los edificios que se incendiaron.

Una tienda de autopartes O'Reilly, una tienda de productos de belleza y la sucursal local del BMO Harris Bank también fueron incendiadas en la zona.
Una tienda de MetroPCS estaba entre los negocios que fueron saqueados. Un supermercado y una licorería también fueron destruidos durante los disturbios.
En total, cuatro agentes de policía recibieron tratamiento por heridas durante los disturbios y diecisiete personas fueron detenidas.

### 14 de agosto
En la madrugada del 14 de agosto, la alcaldesa Barrett y otros funcionarios locales instaron a los residentes en una conferencia de prensa a ayudar a restablecer el orden. Barrett también instó a los residentes a que llevaran a casa a cualquiera de sus hijos que pudieran estar entre los manifestantes. Durante el día, los voluntarios ayudaron a la policía a limpiar los escombros que dejó el motín. Por la tarde, unas 100 personas, en su mayoría negros, realizaron una manifestación pacífica frente a la tienda O'Reilly Auto Parts que había sido incendiada durante el motín. La multitud se dirigió a la comisaría local y alzó los brazos en señal de protesta.
La noche del 14 de agosto se produjeron más disturbios. Unas dos docenas de agentes con equipo antidisturbios acudieron al lugar. Los manifestantes lanzaron objetos a los agentes y una persona recibió un disparo en el cuello cerca del lugar del disturbio. La policía tuvo que utilizar un vehículo blindado para rescatar a la víctima de entre la multitud. La víctima fue trasladada al hospital para recibir tratamiento. Un agente de policía también resultó herido y recibió tratamiento cuando una piedra se estrelló contra el parabrisas de un coche patrulla.

### 15 de agosto
Las protestas continuaron durante la madrugada del 15 de agosto. Se informó que los manifestantes lanzaron objetos y dispararon poco después de la medianoche.
El jefe Edward Flynn dijo que el sistema ShotSpotter del departamento registró un total de 30 casos de disparos en la noche del 14 de agosto.
En la mañana del 15 de agosto, catorce personas más fueron arrestadas y cuatro policías resultaron heridos, incluyendo el que fue alcanzado por la piedra que rompió un parabrisas. Se anunció un toque de queda a las 10:00 p.m. para los adolescentes.  Tres coches de policía y un vehículo BearCat de Lenco resultaron dañados, otro vehículo y un contenedor de basura fueron incendiados y una tienda sufrió las ventanas rotas. 
La noche del 15 de agosto transcurrió relativamente tranquila y no se reportaron daños materiales. Hubo algunos enfrentamientos acalorados, pero se calmaron después de que seis personas fueran arrestadas.

## Investigación policial sobre tiroteo
El Departamento de Justicia de Wisconsin inició una investigación sobre el tiroteo policial. La autopsia de Smith se publicó el 15 de agosto, confirmando la versión de las autoridades sobre el tiroteo de que recibió dos disparos: uno en el brazo derecho y otro en el pecho. Los funcionarios de la ciudad se negaron a publicar el video de la cámara corporal de la policía que muestra el tiroteo de Smith pendiente de la aprobación del Departamento de Justicia del estado.
Sin embargo, Barrett instó a los funcionarios estatales a publicar el video lo antes posible, con la esperanza de que aplacara a los manifestantes. El 23 de agosto, el Fiscal General de Wisconsin Brad Schimel dijo que publicar el video pronto "pondría en peligro la integridad de la investigación" y que no lo hará a menos que se presenten cargos.
Después del primer disparo, el video muestra a Smith arrojando su arma y cayendo, en un giro hacia atrás, al suelo boca arriba, desarmado, con las piernas y los brazos moviéndose hacia la cabeza. Estaba vivo cuando el segundo disparo lo alcanzó fatalmente en el pechorompiéndole el corazón y un pulmón.
Pasaron 1,69 segundos entre los disparos. Heaggan-Brown testificó que Smith se llevaba la mano a la cintura cuando se disparó el segundo tiro. Sin embargo, el video supuestamente muestra que los oficiales nunca revisaron a Smith en busca de una segunda arma de fuego.

## Enjuiciamiento

### Proceso penal contra Heaggan-Brown
El 15 de diciembre de 2016, el ex oficial Dominique Heaggan-Brown fue acusado de homicidio imprudente en primer grado a raíz de la muerte de Smith "en circunstancias que demuestran un absoluto desprecio por la vida humana", según lo define la ley estatal de Wisconsin.
Durante su primera comparecencia ante el tribunal, el 16 de diciembre, Heaggan-Brown usó ropa protectora para evitar autolesionarse. Su fianza se fijó en $100,000.
El 23 de diciembre, Heaggan-Brown se declaró inocente del cargo.
El 10 de abril de 2017, el tribunal dictaminó que el juicio debía celebrarse en el condado de Milwaukee y que los jurados serían elegidos en ese condado. El juez denegó así la moción de la defensa de cambiar la sede y refutó el argumento de que la publicidad previa al juicio, el supuesto sentimiento antipolicial y los tiroteos previos en los que estuvo involucrada la policía podrían impedir que el acusado tuviera un juicio justo.
La selección del jurado comenzó el 12 de junio y concluyó al día siguiente. Cuando comenzó la selección, el tribunal ordenó que el jurado fuera embargado y que los jurados, tanto potenciales como actuales, permanezcan anónimos, excepto para los fiscales y la defensa. Según el fiscal de distrito, en el condado de Milwaukee no se había llevado a cabo un aislamiento del jurado durante al menos 23 años. Se pidió a los jurados del caso de Heaggan-Brown que se quedaran
en un hotel durante el juicio.
Los alegatos de apertura tuvieron lugar el 13 de junio. Durante el juicio, los fiscales argumentaron que el segundo disparo efectuado por Heaggan-Brown era injustificable ya que Smith ya estaba en el suelo sin arma, herido y por lo tanto incapaz de escapar o resistirse, por lo que el temor del oficial por su vida era infundado. La defensa respondió que, al disparar el segundo tiro, Heaggan-Brown siguió un protocolo policial que supone que si una persona tiene un arma, puede tener otra. El 20 de junio se presentaron los argumentos finales y comenzaron las deliberaciones del jurado.
El 21 de junio de 2017, Heaggan-Brown fue absuelto.

### Litigio civil
La demanda civil presentada el 21 de junio de 2017 por la familia de Sylville Smith buscaba daños compensatorios y honorarios de abogados de Dominique Heaggan-Brown y la ciudad de Milwaukee, así como daños punitivos de Heaggan-Brown. La demanda federal de 8 cargos se presentó en el Distrito Este de Wisconsin de los Estados Unidos.
El 28 de octubre de 2020, la ciudad de Milwaukee y la familia de Sylville Smith acordaron resolver la demanda en curso por $4 millones. El acuerdo aprobado le costará a la ciudad alrededor de $480,000 cada año durante diez años.

## Daños estimados
Según un funcionario del Departamento de Bomberos de Milwaukee, los disturbios causaron daños por un valor aproximado de 5,8 millones de dólares a los negocios del barrio. Este "cálculo aproximado" incluye daños a bienes inmuebles comerciales, así como mercancías perdidas. Al menos siete negocios se vieron afectados.
La Agencia de Alcohol, Tabaco, Armas de Fuego y Explosivos ofreció una recompensa de 10.000 dólares por información sobre los autores de los incendios provocados durante los disturbios.

## Respuestas

### Político
Tras los disturbios del 13 de agosto, el gobernador Scott Walker, bajo la amenaza de otro disturbio en Milwaukee, declaró el estado de emergencia en Milwaukee y puso a la Guardia Nacional en estado de alerta.
El presidente Barack Obama fue informado sobre la situación.

### Policial
El jefe Edward Flynn elogió a los líderes religiosos y comunitarios por sus esfuerzos para frenar la violencia el 14 de agosto y culpó de los disturbios a los miembros del Partido Comunista Revolucionario, diciendo que organizaron más manifestantes, lo que convirtió las protestas iniciales en violentas.
El sheriff del condado de Milwaukee, Wisconsin, David Clarke, escribió un controvertido artículo de opinión para The Hill, en el que culpó al presidente Obama y a los liberales por los disturbios.

### Familia Smith
Una de las hermanas de Smith, Kimberly Neal, instó a los manifestantes a retirarse, diciendo que la violencia no era la respuesta. Por el contrario, otra hermana, Sherelle Smith, animó a los manifestantes a centrar los disturbios en los barrios suburbanos y quemarlos.
La exhortación de Sherelle Smith a la violencia en los suburbios fue editada de manera polémica en los informes iniciales en línea y televisados por CNN, que luego fueron actualizados para incluir su declaración completa.
El padre de Smith, Patrick Smith, reconoció haber sido un "mal modelo a seguir" para su hijo e instó a otros padres a convertirse en mejores modelos a seguir para sus hijos.